# Aulacorthum asteris
Aulacorthum asteris är en insektsart. Aulacorthum asteris ingår i släktet Aulacorthum och familjen långrörsbladlöss. Inga underarter finns listade i Catalogue of Life.